# Joyas de Isabel II del Reino Unido

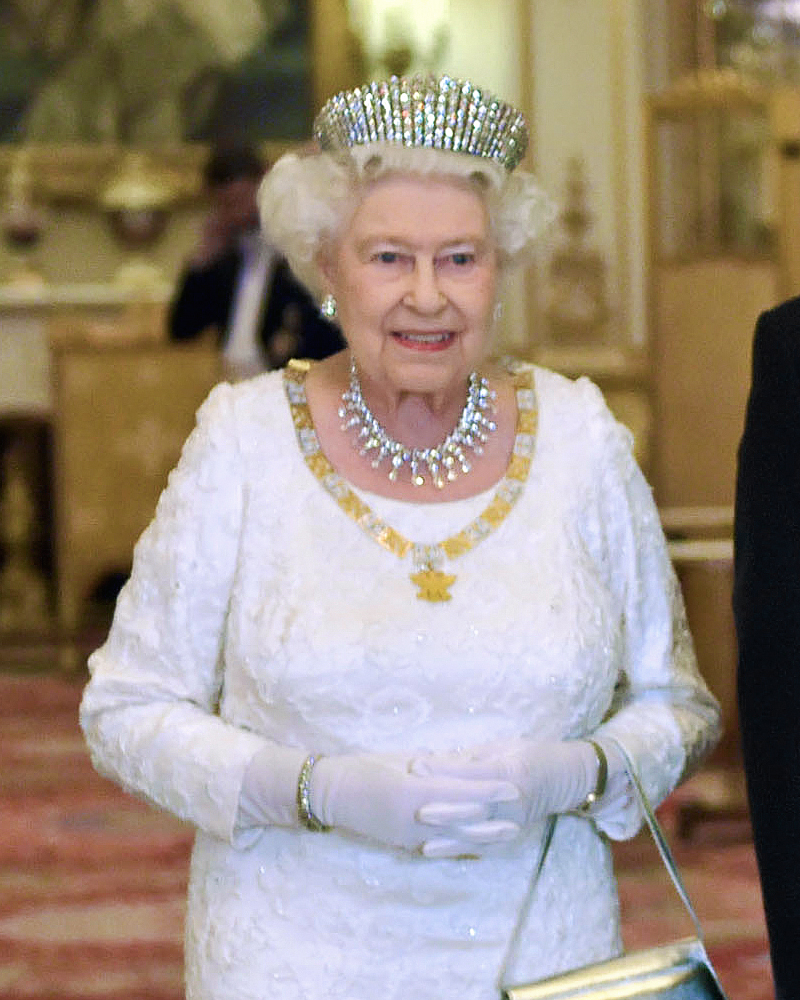
Isabel II usando la Tiara Kokoshnik, aretes de diamantes, un collar y brazalete de diamantes y un reloj de plata en un banquete de estado para el presidente de México en 2015. El collar más grande es el Gran Collar de la Orden del Águila Azteca.

La  fallecida monarca de la Mancomunidad de Naciones, Isabel II del Reino Unido, tuvo una colección histórica de joyas— algunas como monarca y otras de manera personal. Están separadas de las Gemas y Joyas, y de las coronas e insignias estatales que componen las Joyas de la Corona.
El origen de una colección distintiva de joyas reales es vago, aunque se cree que las joyas tienen su origen en algún lugar del siglo XVI. Muchas de las piezas son de ultramar y fueron traídas al Reino Unido como resultado de guerras civiles, golpes de Estado y revoluciones, o adquiridas como obsequio al monarca. La mayoría de las joyas datan de los siglos XIX y XX.
Las Joyas de la Corona solo se usan en las coronaciones ( la Corona de San Eduardo se usa para coronar al monarca) y en la Ceremonia de apertura del Parlamento (la Corona Imperial del Estado). En otras ocasiones formales, como banquetes, la Reina solía usar las joyas de su colección. Isabel poseyó más de 300 artículos de joyería, incluidos 98 broches, 46 collares, 37 pulseras, 34 pares de aretes, 15 anillos, 14 relojes y 5 colgantes, los más notables se detallan en este artículo.

## Historia

### Historia general
A diferencia de las Joyas de la Corona, que en su mayoría datan del ascenso de Carlos II, las joyas no son insignias oficiales. Gran parte de la colección fue diseñada para reinas reinantes y reinas consorte, aunque algunos reyes se han agregado a la colección. La mayoría de las joyas se compraron a otros jefes de Estado europeos y miembros de la aristocracia, o fueron heredadas por generaciones anteriores de la familia real, a menudo como regalos de cumpleaños y bodas. En los últimos años, Isabel los ha usado en su calidad de Reina de Australia, Canadá y Nueva Zelanda, y se le puede ver usando joyas de su colección en retratos oficiales hechos especialmente para estos reinos.

### La disputa de la casa de Hannover
En 1714, con la adhesión de Jorge I, el Reino de Gran Bretaña y el Reino de Hannover pasaron a ser gobernados en unión personal por la casa de Hannover. Los primeros monarcas de Hannover tuvieron cuidado de mantener separadas las reliquias de los dos reinos. Jorge III le dio la mitad de las reliquias británicas a su esposa, Carlota de Mecklenburgo-Strelitz, como regalo de bodas. En su testamento, Carlota dejó las joyas a la casa de Hannover. El Reino de Hannover siguió la ley sálica, según la cual la línea de sucesión pasaba por herederos varones. Así, cuando la reina Victoria accedió al trono del Reino Unido, su tío Ernesto Augusto, duque de Cumberland y Teviotdale se convirtió en rey de Hannover. El rey Ernesto exigió una parte de las joyas, no solo como monarca de Hannover, sino también como hijo de la reina Carlota. Victoria se negó rotundamente a entregar ninguna de las joyas, alegando que habían sido compradas con dinero británico. El hijo de Ernesto, Jorge V de Hannover, siguió insistiendo en el reclamo. El esposo de Victoria, el príncipe Alberto, sugirió que ella hiciera un acuerdo financiero con el monarca de Hannover para quedarse con las joyas, pero el Parlamento informó a la reina que no comprarían las joyas ni prestarían fondos para tal fin. Se creó una comisión parlamentaria para investigar el asunto y en 1857 fallaron a favor de la casa de Hannover. El 28 de enero de 1858, diez años después de la muerte de Ernesto, las joyas fueron entregadas al embajador de Hannover, el conde Erich von Kielmansegg . Victoria se las arregló para quedarse con una de sus joyas favoritas: una fina cuerda de perlas.

## Propiedad y valor
Algunas piezas de joyería hechas antes de la muerte de la reina Victoria en 1901 se consideran reliquias pertenecientes a la reina con derecho a La Corona y pasan de un monarca a otro a perpetuidad. Los objetos hechos más tarde, incluidos los obsequios oficiales, también se pueden agregar a esa parte de la Colección Real a discreción exclusiva de un monarca. No es posible decir cuánto vale la colección porque las joyas tienen una historia rica y única, y es poco probable que se vendan en el mercado abierto.
A principios del siglo XX, otras cinco listas de joyas, que tampoco se han publicado nunca, complementaron las que dejó la Reina Victoria a la Corona:
- Joyas dejadas a la Corona por Su Majestad la Reina Victoria
- Joyas dejadas por Su Majestad a Su Majestad el Rey
- Joyas dejadas a Su Majestad el Rey Eduardo VII por Su Majestad la Reina Victoria, en lo sucesivo se considerarán como pertenecientes a la Corona y serán usadas por todas las futuras Reinas a su derecha.
- Joyas propiedad de Su Majestad el Rey Jorge V
- Joyas entregadas a la Corona por Su Majestad la Reina María
- Joyas entregadas a la Corona por Su Majestad el Rey Jorge V

## Tiaras y diademas

### Diadema de diamantes
La diadema de diamantes (diamond diadem), también conocida como diadema de Jorge IV (George IV State Diadem), es probablemente una de las piezas más reconocibles de la colección de joyas que perteneció a la reina Isabel II. Usada (en forma sutilmente alterada) por todas las reinas y consortes desde la reina Adelaida, su asociación como tradicional prenda femenina reniega de sus verdaderos orígenes, toda vez que fue hecha específicamente para que el rey Jorge IV la luciera el día de su coronación, jornada que tuvo lugar el 19 de julio de 1821. En dicha oportunidad, el rey llevó la diadema, apenas visible, sobre un gran sombrero de terciopelo con plumas de avestruz, tanto en la procesión de ingreso a la Abadía de Westminster como durante las celebraciones posteriores en el Westminster Hall.
Encargada a principios de 1820 a los joyeros Rundell Bridge & Rundell, y completada en mayo del mismo año, la diadema, probable obra del diseñador en jefe de la firma, Philip Liebart, consta de una estrecha banda bordeada por sendos cordones de perlas (originalmente, el cordón superior poseía 86 perlas y el inferior 94, pero con posterioridad fueron reducidos a 81 y 88 perlas, respectivamente), sobre la que se alza un conjunto integrado por cuatro cruces patadas alternadas entre florones de cardos, rosas y tréboles (símbolos nacionales de Escocia, Inglaterra e Irlanda). Su marco, hecho de oro y plata, mide 7,5 cm de alto por 19 cm de diámetro y se encuentra engastado con 1333 diamantes, entre los cuales destaca un brillante color amarillo pálido de 4 quilates, en el centro de la cruz frontal.
La factura por la confección de la pieza, asentada en los libros de la oficina del Lord Chambelán en agosto de 1820, fue imputada al presupuesto de la coronación. Según dicha cuenta, el engaste costó £290 y el rentado de los diamantes £800. Cabe aclarar que hasta 1837 fue práctica común el rentado de piedras preciosas para su uso en las coronaciones. Tras la ceremonia, las gemas deberían haber sido retiradas de la joya y devueltas a Rundell, sin embargo, las cruces y florones finamente trabajados, obras maestras del entonces novedoso estilo de engaste transparente, no presentan indicios de alteración alguna. Tal circunstancia puede explicarse mediante una factura subsecuente (registrada en los libros del Concejo Privado) y de importe muy superior a la anterior, toda vez que detalla que tanto la diadema como las piedras en ella engastadas (junto con una presilla para sombrero tachonada de diamantes, posteriormente destruida y reutilizada sus partes para elaborar la liga de la Jarretera llevada por la reina Victoria), fueron directamente compradas al fabricante por el saldo total de £8216, monto que seguramente pagó personalmente el propio rey Jorge IV, quizás mediante un discreto trueque por piedras antiguas pertenecientes a su extensa colección de joyas. Por lo demás, en lo que respecta a la configuración de la pieza, resta decir que su aspecto se mantuvo prácticamente inalterado a lo largo de sus más de 200 años de historia, a excepción de ligeras modificaciones introducidas en 1838 a pedido de la reina Victoria, y las requeridas por la reina Alejandra en 1902, y la reina Isabel en 1937.
La reina Isabel II usó la joya por primera vez en su procesión hacia y desde el Palacio de Westminster con motivo de la primera ceremonia de apertura del Parlamento de su reinado (4 de noviembre de 1952) y, más famosamente, el mismo día de su coronación (2 de junio de 1953), en su recorrido hacia la Abadía de Westminster. La reina utilizó la diadema para todas las sucesivas aperturas del Parlamento británico (excepto las de 1959, 1963 y 2017) hasta el año 2019, y se la ha representado ciñéndola en monedas, billetes y sellos postales, tanto del Reino Unido como de los demás países la Commonwealth. 

### Tiara oriental
La tiara oriental (oriental circlet tiara), también llamada diadema india (indian circlet), es una joya que encuentra su origen en la colección privada de la reina Victoria, y que la reina Isabel II recién llegó a poseer luego de la muerte de su madre, la reina Isabel.
Fue hecha por Garrard & Co. en 1853 sobre la base de un diseño elaborado personalmente por el príncipe Alberto (quien seguramente se inspiró en objetos con motivos similares exhibidos por la Compañía de las Indias Orientales durante la Gran Exposición de 1851), y por un costo de £860. Originalmente concebida como una diadema, consta de una estrecha base con motivos vegetales sobre la que se alza un conjunto de 11 florones de loto rodeados por arcos mogoles, elementos tradicionales del sudeste asiático. Su marco, hecho de oro amarillo y blanco, en un primer momento exhibió engastados 2.678 diamantes y 17 ópalos (gema favorita del príncipe). Resta decir que en 1854 la joya fue acompañada por un parure de collar, broche y pendientes, todos diseñados por el príncipe consorte e igualmente decorados con ópalos. 
Producto de un litigio dinástico sobre la propiedad de la joyas que habían pertenecido a la reina Carlota, a principios de 1858 gran parte de los brillantes lucidos por la pieza tuvieron que ser entregados al rey de Hannover. Casi inmediatamente se encargó a Garrard la total reconstitución de la joya, circunstancia que se aprovechó para solicitar su conversión en tiara. Esta última tarea se llevó a cabo abriendo un pequeño espacio en el sector posterior del tocado y por un costo de poco más de £400.
Dejada de lado por la reina Victoria durante su viudez de casi 40 años, hacia el final de su vida, no obstante, designó a la pieza y sus accesorios como reliquias de la Corona (heirlooms of the Crown), es decir, como joyas que solo tendrían derecho a llevar las futuras reinas y consortes de reyes. Por consiguiente, enero de 1901 la tiara fue directamente heredada por su nuera, la reina Alejandra, quien al año de haberla recibido, y bajo la creencia de que los ópalos eran fuente de mala suerte, encargó a Garrard el remplazo de los ajustados en ella (y también de los lucidos por el collar y pendientes del parure que le hacían juego) por una serie de rubíes obsequiados a su suegra por el primer ministro de Nepal, Jung Bahadur Rana, en 1876. A dicha modificación fue añadida una reducción general del tamaño de la joya, que terminó mostrando 11 de sus 17 florones originales.
Sin embargo, y a pesar de las diversas alteraciones, la pieza no parece haber estado entre las favoritas de la reina (se cree que la usó solo una vez, más precisamente en abril de 1903, durante una visita oficial a Dinamarca con motivo del 85° cumpleaños de su padre, el rey Cristián IX), ni tampoco entre las de su sucesora, la reina María, puesto que no existen registros gráficos en que se las muestre llevándola. 
Con motivo de la asunción del rey Jorge VI en diciembre de 1936, y según dictaba la tradición, la tiara fue puesta a disposición de su consorte, la reina Isabel. Junto con el antiguo parure de ópalos de la reina Victoria, ahora conocido como “rubíes de la Corona” (Crown rubies), la joya rápidamente se convirtió en una de las favoritas de la nueva reina.
Teóricamente el conjunto debería haber pasado a manos de la reina Isabel II en febrero de 1952. Sin embargo, ésta permitió que su madre lo conservara durante el resto de su larga vida, una excepción seguramente fundada en el gran gusto que aquella le tenía. La reina Madre utilizó regularmente el juego hasta su muerte (ocurrida en marzo de 2002), hecho tras el cual las piezas finalmente ingresaron al joyero de la reina Isabel II, quien solo lució la tiara una vez, más específicamente durante una visita oficial a Malta en noviembre de 2005.

### Tiara Kokóshnik de la reina Alejandra

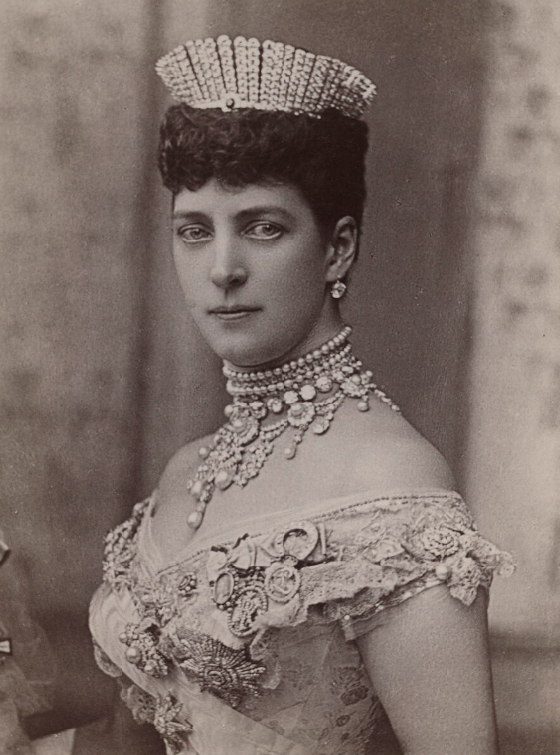
Para la boda de su hijo, el duque de York, con la princesa Victoria María de Teck, la princesa de Gales lució la Tiara Kokóshnik con el broche y Collar de Bodas, su Collar Collet y una gargantilla adicional. Fotografía por W. & D. Downey.

El ejemplo más destacado de un kokóshnik –tradicional tocado femenino ruso– engastado con diamantes perteneció a María Fiódorovna, consorte del emperador Alejandro III y hermana de Alejandra, princesa de Gales. Fue esta llamativa joya la que sirvió de modelo para la Tiara Kokóshnik, obsequiada a la princesa en 1888, con motivo de su 25° aniversario de bodas, por las “Ladies of Society” (un comité de 365 damas nobles, encabezado por las marquesas de Salisbury y Ailesbury, junto con la condesa Spencer y la condesa de Cork). Cabe señalar que, en la misma ocasión, otras espléndidas joyas fueron presentadas a la princesa, como fue el caso de una gargantilla engastada con diamantes y zafiros, regalada por el emperador y la emperatriz de Rusia.
La nueva tiara (que también podía llevarse como collar) fue lucida por la princesa en numerosas ocasiones, incluida la boda de su segundo hijo, el duque de York, con la princesa Victoria María de Teck, en julio de 1893. En 1925 fue heredada por la reina María, quien también la usó con frecuencia, especialmente para sus últimos retratos oficiales, entre los que destaca el tomado en ocasión de su 80° cumpleaños, en mayo de 1947. La reina Isabel II, a quien la tiara fue legada en 1953, llegó a lucirla repetidas veces durante su reinado, generalmente acompañada por el collar de festones obsequiado por su padre, el rey Jorge VI. 
Hecha por R. & S. Garrard & Co., la pieza consta de un armazón de oro blanco, de 6,5 cm. × 18,5 cm., formado por 61 barras graduadas, elevadas hacia el centro y engastadas en pavé con 488 brillantes.

### Tiara "Delhi Durbar"
La Tiara de Delhi Durbar fue hecha por Garrard & Co. para que la reina María, la esposa del rey Jorge V, la use en el Delhi Durbar en 1911. Como las Joyas de la Corona nunca abandonan el país, Jorge V mando a hacer la Corona Imperial de la India para usarla en el Durbar, y la Reina María usó la tiara. Era parte de un conjunto de joyas hecho para que la reina las usara en el evento que incluía un collar, un stomacher, un broche y aretes. Hecha de oro y platino, la tiara mide 8 cm (3 pulg.) de alto y tiene la forma de un aro alto de liras y rollos en S unidos por festones de diamantes. Originalmente estaba engastado con 10 de las esmeraldas de Cambridge, adquiridas por María en 1910 y propiedad de su abuela, la duquesa de Cambridge . En 1912, la tiara se modificó para tomar uno o ambos de los diamantes Cullinan III y IV; el diamante en forma de pera se sostenía en la parte superior, y la piedra en forma de cojín colgaba en la abertura ovalada debajo.  María prestó la tiara a la reina Isabel (más tarde la reina madre) para la gira real de Sudáfrica en 1947, y permaneció con ella hasta su muerte en 2002, cuando pasó a la reina Isabel II. En 2005, la reina le prestó la tiara a su nuera, la entonces duquesa de Cornualles. 

### Tiara con flecos de la reina María
Esta tiara, que también se puede usar como collar, fue hecha para la reina María en 1919. No está hecha, como se ha afirmado a veces, con diamantes que alguna vez pertenecieron a Jorge III, sino que reutiliza los diamantes extraídos de un collar/tiara comprado por la reina Victoria en Collingwood & Co. como regalo de bodas para la princesa María en 1893. En agosto de 1936, María le dio la tiara a su nuera, la reina Isabel (más tarde la reina madre). Cuando la reina Isabel, consorte del rey Jorge VI, usó la tiara por primera vez, Sir Henry Channon la llamó «una fea tiara con púas». Más tarde, le prestó la pieza a su hija, la princesa Isabel (futura Isabel II), como " algo prestado " para su boda con el príncipe Felipe en 1947.  Mientras la princesa Isabel se vestía en el Palacio de Buckingham antes de partir hacia la Abadía de Westminster, la tiara se rompió. Por suerte, el joyero de la corte  estaba esperando en caso de emergencia, y una escolta policial lo llevó a su cuarto de trabajo. La reina madre le aseguró a su hija que se arreglaría a tiempo, y así fue. Se lo prestó a su nieta, la princesa Ana, para su boda con el capitán Mark Phillips en 1973. Más tarde fue prestado a la princesa Beatriz para su boda con Edoardo Mapelli Mozzi en 2020.
Se exhibió en una exposición con otras tiaras reales en 2001.

### Tiara de la Gran Duquesa Vladimir

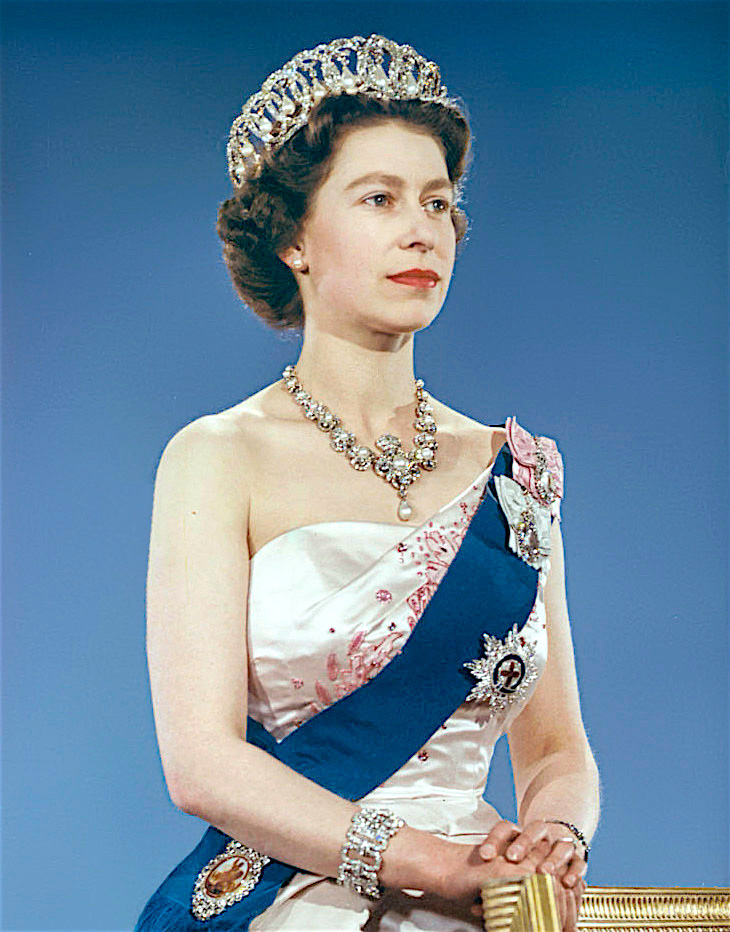
Isabel II en 1959 con la tiara de Vladimir y el collar del jubileo de la reina Victoria

La tiara de gran duquesa Vladimir ( ru: Владимирская тиара ), a veces llamada la tiara de diamantes y perlas, fue comprada, junto con un rivière de diamantes, por la reina María a la gran duquesa Elena Vladimirovna de Rusia, madre de la duquesa de Kent, en 1921 por un precio de £ 28,000. La gran duquesa, conocida después de su matrimonio como la princesa Nicolás de Grecia, la heredó de su madre, la gran duquesa María Pavlovna, quien la recibió como regalo de bodas de su esposo en 1874. Originalmente tenía 15 perlas grandes, y fue hecho por el joyero Carl Edvard Bolin a un costo de 48.200 rublos.
Durante la Revolución Rusa en 1917, la tiara fue escondida con otras joyas en algún lugar del Palacio de Vladimir en Petrogrado, y luego salvada de la Rusia soviética por Albert Stopford, un comerciante de arte y agente secreto británico. En los años siguientes, la princesa Nicolás vendió piezas de joyería de su colección para apoyar a su familia exiliada y varias organizaciones benéficas.
La reina María modificó la tiara para acomodar 15 de las esmeraldas cabujón de Cambridge. Las perlas de gota originales se pueden reemplazar fácilmente como una alternativa a las esmeraldas. La reina Isabel II heredó la tiara directamente de su abuela en 1953. Se usa casi exclusivamente junto con los parures Cambridge y Delhi Durbar, que también contienen grandes esmeraldas. Isabel usó la tiara en su retrato oficial como Reina de Canadá, ya que ninguno de los reinos de la Mancomunidad de Naciones, además del Reino Unido, tiene sus propias joyas de la corona.

### Tiara de rubí birmana

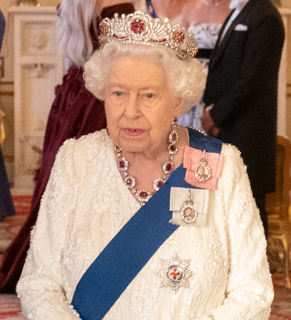
La reina vistiendo la tiara de rubíes birmanos en un banquete estatal en 2019

Isabel ordenó la tiara de rubíes birmanos en 1973, y fue hecha por Garrard & Co. con piedras de su colección privada. Está diseñado en forma de corona de rosas, con plata y diamantes formando los pétalos, y racimos de oro y rubíes formando el centro de las flores. Un total de 96 rubíes están montados en la tiara; originalmente formaban parte de un collar que le regaló en 1947 como regalo de bodas el pueblo de Birmania (ahora Myanmar), quien les atribuyó la capacidad de proteger a su dueño de la enfermedad y el mal. Los diamantes también le fueron entregados como regalo de bodas por el Nizam de Hyderabad y Berar, que poseía una vasta colección de joyas propia.

### Tiara de las Niñas de Gran Bretaña e Irlanda

Isabel usando la tiara de las Niñas de Gran Bretaña e Irlanda en un retrato oficial como Reina de Australia

La primera tiara de la reina fue un regalo de bodas en 1947 de su abuela, la reina María, quien la recibió como regalo de las Niñas de Gran Bretaña e Irlanda en 1893 con motivo de su matrimonio con el duque de York, más tarde Jorge V. Hecho por E. Wolfe & Co., fue comprado a Garrard & Co. por un comité organizado por Lady Eve Greville. En 1914, María adaptó la tiara para tomar 13 diamantes en lugar de las grandes perlas orientales que la coronaban. Leslie Field, autora de The Queen's Jewels, lo describió como «un festón y pergamino con nueve grandes perlas orientales en puntas de diamantes y engastadas sobre una base de collares redondos y rombos alternados entre dos bandas lisas de diamantes». Al principio, Isabel usó la tiara sin su base y perlas, pero la base se volvió a unir en 1969. La tiara de las niñas de Gran Bretaña e Irlanda es una de las piezas de joyería más reconocibles de Isabel debido a su aparición generalizada en los retratos de la monarca en los billetes y monedas británicas.

### Tiara del nudo del amante de la reina María

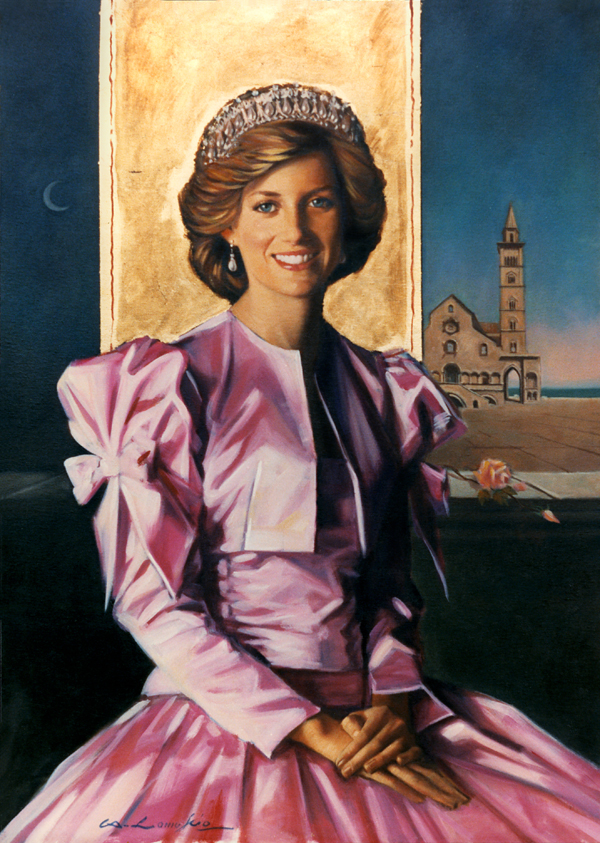
Un retrato de Diana, Princesa de Gales, vistiendo la tiara del nudo del amante

En 1913, la reina María le pidió a Garrard & Co. que hiciera una copia de una tiara propiedad de su abuela, la princesa Augusta de Hesse-Kassel, utilizando los diamantes y perlas de la propia reina. Francés en su diseño neoclásico, la tiara tiene 19 perlas orientales suspendidas de lazos de nudo de amante, cada una centrada con un gran brillante. María dejó la tiara a Isabel II, quien más tarde se la dio a Diana, princesa de Gales, como regalo de bodas. Lo usó a menudo, especialmente con su 'vestido de Elvis' en una visita a Hong Kong en 1989, pero al divorciarse del príncipe Carlos se lo devolvió a la reina. Catalina de Gales lo ha usado en varias ocasiones estatales desde 2015.

### Tiara meandro
Esta tiara fue un regalo de bodas para Isabel de parte de su suegra, la princesa Alicia de Grecia y Dinamarca . La Tiara Meandro tiene el patrón de clave griega clásica, con un gran diamante en el centro rodeado por una corona de laurel de diamantes. También incorpora una corona de hojas y pergaminos a cada lado. La Reina nunca ha usado este artículo en público, y se lo dio en 1972 a su hija, la Princesa Ana, quien ha usado frecuentemente la tiara en público, especialmente durante su compromiso con el Capitán Mark Phillips y para un retrato oficial con motivo de su 50 cumpleaños. Ana le prestó la tiara a su hija, Zara Philips, para que la usara en su boda con Mike Tindall en 2011.

### Tiara de halo
Esta tiara, hecha por Cartier en 1936, fue comprada por el duque de York (más tarde el rey Jorge VI) para su esposa (más tarde la reina madre) tres semanas antes de que se convirtieran en rey y reina. Tiene una cascada rodante de 16 rollos que convergen en dos rollos centrales coronados por un diamante. En total, contiene 739 brillantes y 149 diamantes de bastón. La tiara le fue entregada a Isabel en su cumpleaños número 18 en 1944, y fue prestada a la princesa Margarita, quien la usó en la coronación de la reina Isabel II en 1953. Más tarde, Isabel le prestó la Tiara de Halo a la Princesa Ana, antes de darle la Tiara meandro griega en 1972. La tiara de Halo se le prestó a la entonces duquesa de Cambridge para que la usara en su boda con el príncipe William en 2011.

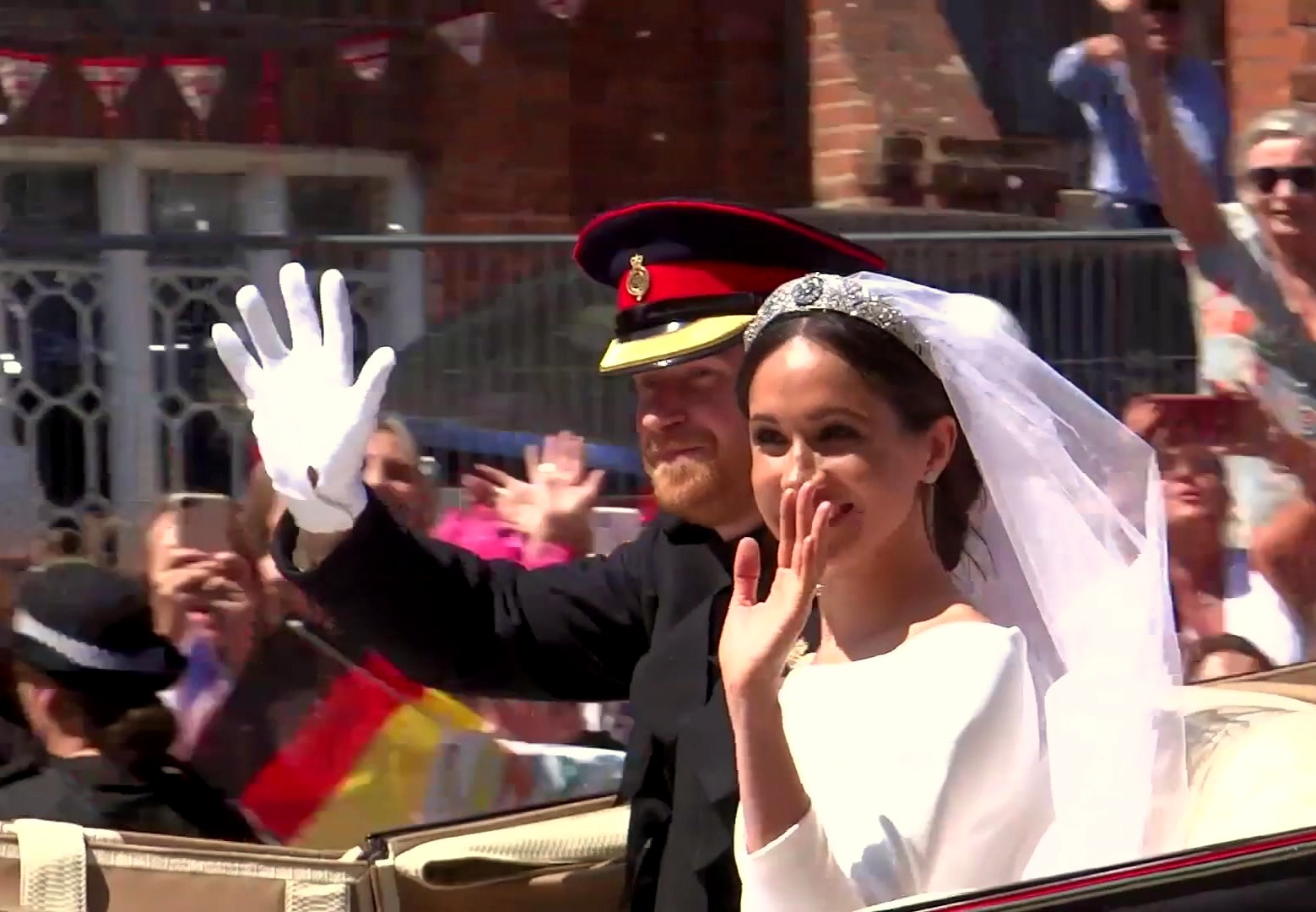
La duquesa de Sussex con la tiara bandeau de diamantes de la reina María.

### Tiara bandeau de diamantes de la reina María
La tiara se hizo en 1932 para la reina María. Su broche central había sido un regalo de bodas del condado de Lincoln en 1893. La tiara es una banda de platino, formada por once secciones, un broche central desmontable con ópalos y diamantes entrelazados. La tiara fue prestada a la duquesa de Sussex para que la usara en su boda con el príncipe Harry en 2018.

### Tiara de flor de loto

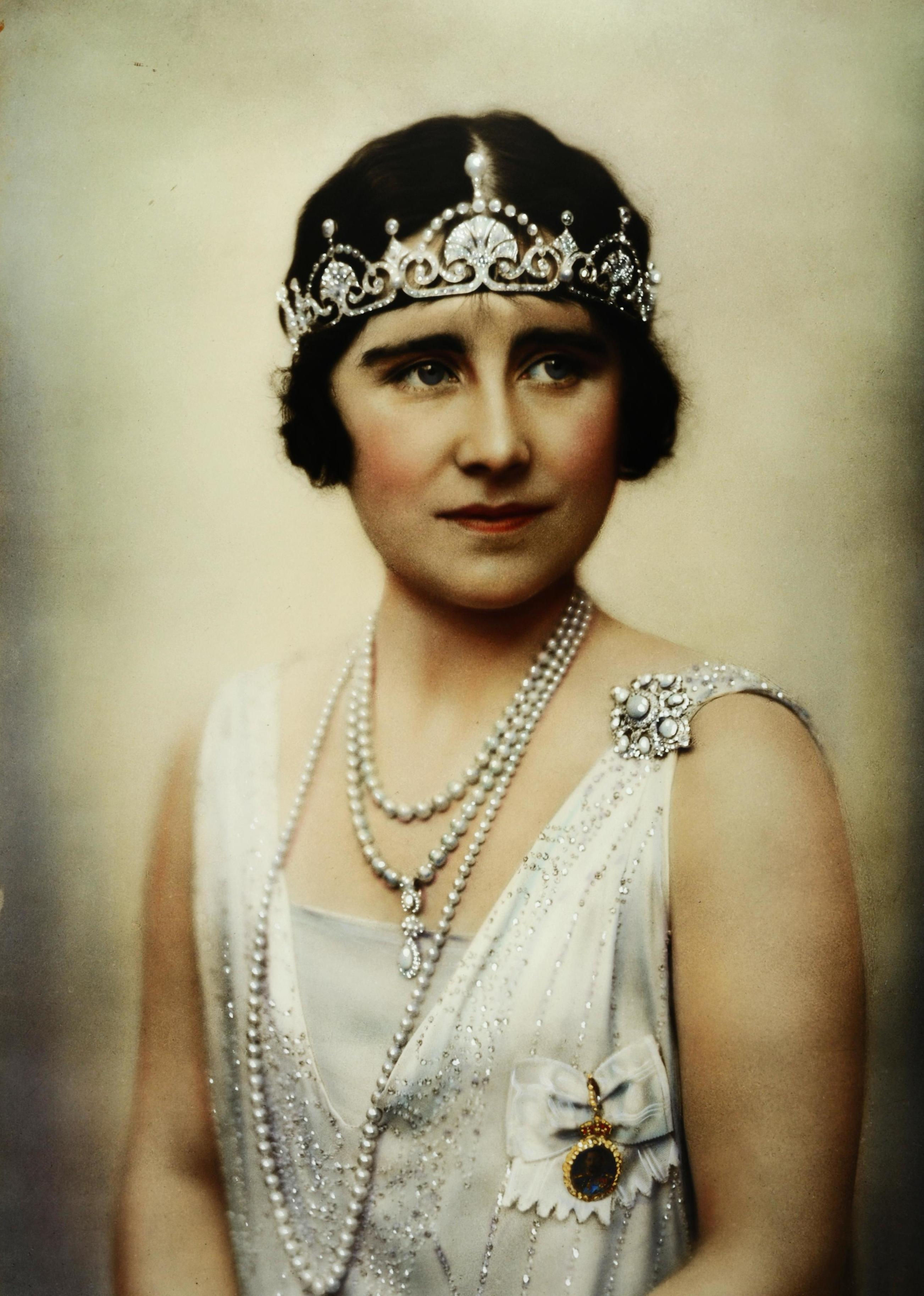
La reina Isabel (más tarde la reina madre) vistiendo la tiara de flor de loto en 1925

Esta tiara fue creada por Garrard London en la década de 1920. Hecho de perlas y diamantes, se hizo a partir de un collar que se le dio originalmente a la reina Isabel (más tarde la reina madre) como regalo de bodas. La princesa Margarita la usaba a menudo, tras cuya muerte, la tiara se devolvió a la colección de la reina. La tiara ha sido usada en varias ocasiones estatales por Catalina de Gales.

### Tiara de Greville

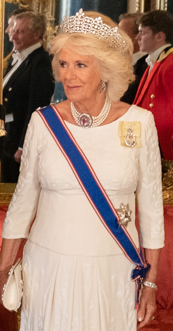
La actual Reina consorte, Camila del Reino Unido, cuando era Duquesa de Cornualles vistiendo la tiara de Greville en un banquete estatal en 2019

Esta tiara se la dejó la reina Isabel (más tarde la reina madre) por la Dama Margaret Greville tras la muerte de Greville en 1942. Fabricada por Boucheron en 1920, la tiara presenta una celosía de diamantes con patrón de panal y era una de las favoritas de la Reina Madre. La reina heredó la tiara de su madre en 2002 y posteriormente la colocó en préstamo a largo plazo a la entonces duquesa de Cornualles.

### Tiara de Esmeralda Kokoshnik de Greville
Al igual que la tiara de Greville [panal de abeja], esta tiara también fue parte del legado de la Dama Margaret Greville en 1942 a la reina Isabel, la reina madre. La tiara fue construida por Boucheron en 1919 y presenta diamantes y varias esmeraldas grandes en un engaste de platino estilo kokoshnik. La princesa Eugenia de York usó la tiara en su boda de octubre de 2018; esto marcó el primer uso público de la tiara por parte de un miembro de la familia real .

### Tiara rosa de Strathmore
Entregada a la reina madre como regalo de bodas por su padre, el decimocuarto conde de Strathmore y Kinghorne, esta pieza floral fue usada por la reina madre durante algunos años después de su matrimonio. Ha sido parte de la colección de la Reina desde la muerte de su madre en 2002.

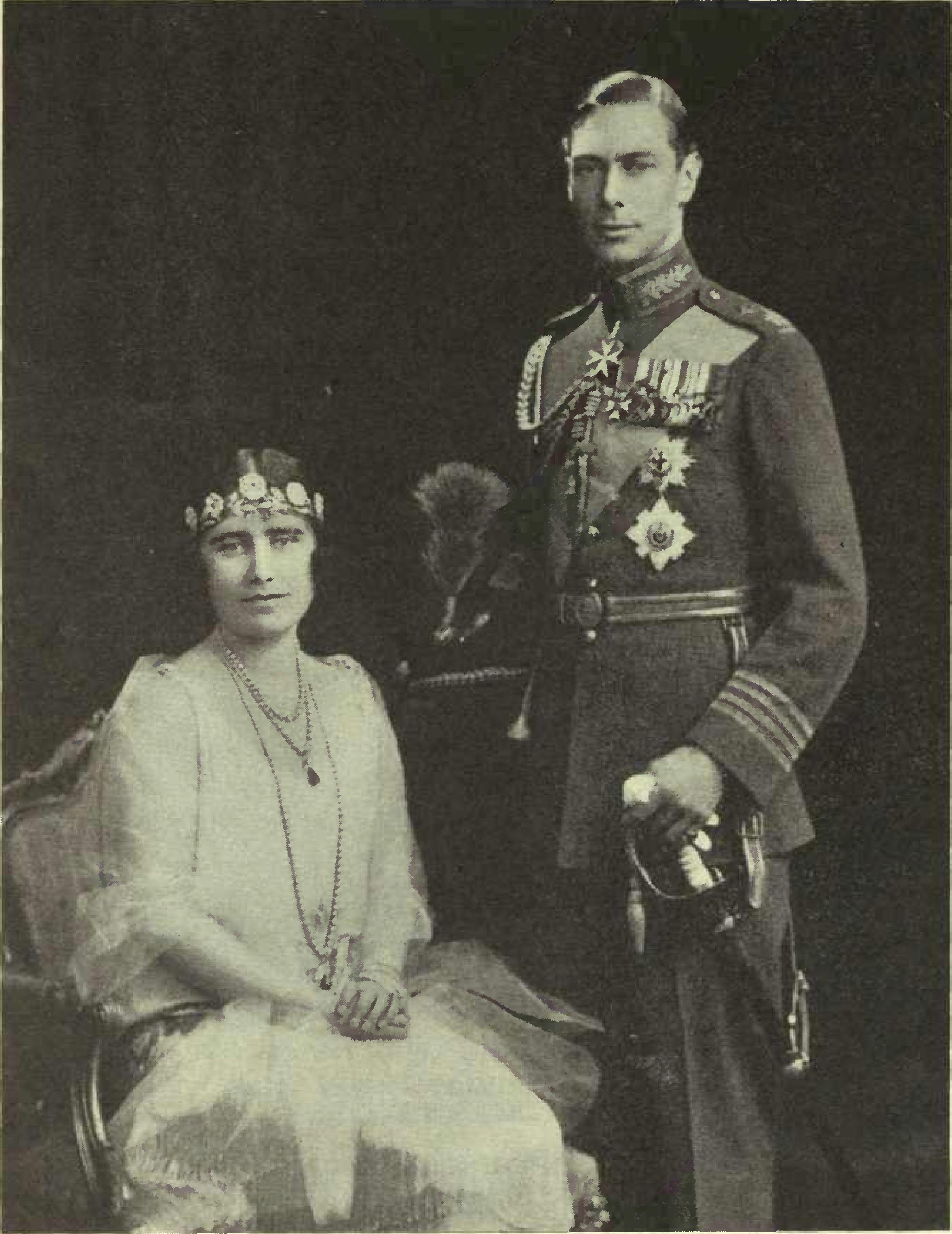
La reina Isabel (más tarde la reina madre) vistiendo la tiara rosa de stathmore.

## Aretes

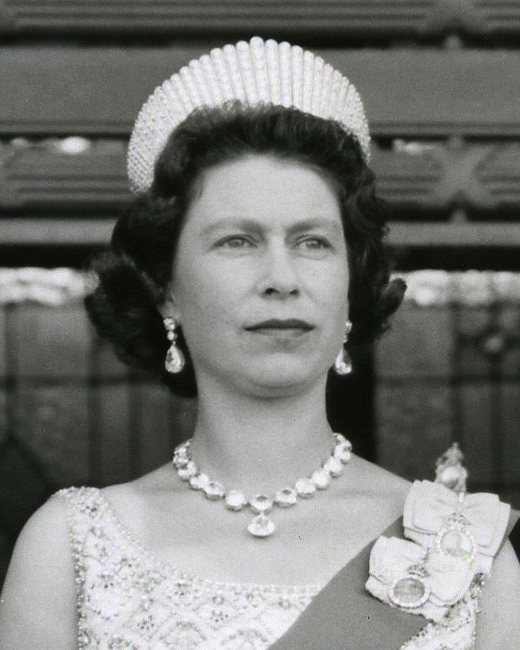
Isabel con los pendientes de coronación y el collar a juego en la inauguración del parlamento de Nueva Zelanda en 1963. Ella también usó la Tiara Kokoshnik.

Al igual que el collar de coronación, estos aretes han sido usados por reinas reinantes y consortes en cada coronación desde 1901. Realizados para la reina Victoria en 1858 con los diamantes de una antigua insignia de liga, son de diseño típico: un gran brillante seguido de uno más pequeño, con una gran gota en forma de pera. Las gotas eran originalmente parte del brazalete Koh-i-Noor. Una vez hechos, Victoria lució los pendientes y el collar a juego en el cuadro Reina Victoria del pintor de la corte europea, Franz Winterhalter. 

### Pendientes de Araña de Greville
Estos aretes de 7.5 cm (3 pulg.) de largo tipo candelabro hechos por Cartier en 1929 tienen tres gotas grandes adornadas con cada corte moderno de diamante. Los pendientes fueron comprados por Margaret Greville, quien se los dejó a su amiga la Reina Madre en 1942, y los padres de Isabel se los regalaron en 1947 como regalo de bodas. Sin embargo, no pudo usarlos hasta que le perforaron las orejas. Cuando el público notó que le habían perforado las orejas, los médicos y joyeros se vieron inundados de pedidos de mujeres ansiosas por perforarse también las orejas.

### Pendientes de Greville con forma de pera
Además de los pendientes de araña y otras 60 piezas de joyería, la señora Greville le dejó a la reina madre un juego de pendientes de perlas que le había comprado a Cartier en 1938. Los diamantes en forma de pera pesan cada uno alrededor de 20 quilates (4 gramos). Diana, princesa de Gales, los tomó prestados en 1983 para usarlos en su primera visita oficial a Australia. En un banquete estatal, usó los aretes con una tiara de la propia colección de su familia. Los Pendientes con forma de pera deGreville pasaron a la Reina tras la muerte de su madre en 2002.

### Pendientes de botón de la reina Victoria
Un par de diamantes grandes de talla brillante perfectamente combinados engastados como pendientes para la reina Victoria.

### Pendientes de perlas y diamantes de Baréin
Hechos de una «concha que contiene siete perlas» que el Hakim de Baréin le dio a Isabel como regalo de bodas, estos pendientes consisten en un diamante redondo seguido de un diamante circular del que cuelgan tres diamantes baguette. En la parte inferior, se adjuntan tres diamantes más pequeños a la perla redonda. En ocasiones, la reina le prestó estos pendientes a Diana, la princesa de Gales y las entonces  condesa de Wessex y duquesa de Cambridge.

## Collares

### Collar de perlas de Isabel II
El padre de Isabel II, el rey Jorge VI, obsequió a su hija dos perlas en cada cumpleaños y, cuando cumplió 18 años, Isabel pudo formar un impresionante aderezo de tres vueltas. Isabel tenía apenas 25 años cuando falleció su padre y, por esta razón, el collar que le había regalado se convirtió para ella en un poderoso recuerdo del vínculo que los unía.

### Collares de perlas de la Reina Ana y de la Reina Carolina

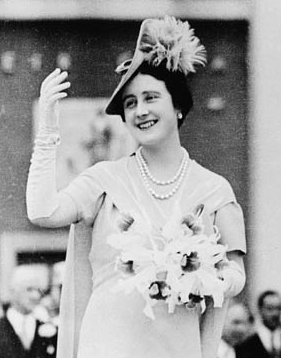
La reina Isabel (más tarde la reina madre) vistiendo las perlas de la reina Ana y la reina Carolina, 1939

Ambos collares constan de una sola hilera de grandes perlas graduadas con broches de perlas. Se dice que el collar de la reina Ana perteneció a la reina Ana, el último monarca británico de la dinastía Estuardo. Horace Walpole, el historiador de arte inglés, escribió en su diario: «La reina Ana tenía pocas joyas e indiferentes, excepto un collar de perlas que le regaló el príncipe Jorge». La reina Carolina, por otro lado, tenía una gran cantidad de joyas valiosas, incluidos no menos de cuatro collares de perlas. Usó todos los collares de perlas para su coronación en 1727, pero luego seleccionó las 50 mejores perlas para hacer un collar grande. En 1947, su padre le regaló ambos collares a Isabel como regalo de bodas. El día de su boda, Isabel se dio cuenta de que había dejado sus perlas en el Palacio de St James. Se le pidió a su secretario privado, Jock Colville, que fuera a buscarlos. Se apoderó de la limusina del rey Haakon VII de Noruega, pero el tráfico esa mañana se había detenido, por lo que ni siquiera el coche del rey con su bandera real ondeando podía llegar a ninguna parte. Colville completó su viaje a pie y, cuando llegó al palacio de St. James, tuvo que explicar la extraña historia a los guardias que protegían los 2.660 regalos de boda de Isabel. Lo dejaron entrar después de encontrar su nombre en una lista de invitados, y pudo llevarle las perlas a la princesa a tiempo para su retrato en la Sala de Música del Palacio de Buckingham.

### Collar Rey Faisal de Arabia Saudita
Un regalo del rey Faisal de Arabia Saudita, es un collar de flecos en diseño y engastado con diamantes talla baguette y brillantes. El rey Faisal compró el collar, fabricado por el joyero estadounidense Harry Winston, y se lo regaló durante una visita de estado al Reino Unido en 1967. Antes de su partida, la reina lo usó para un banquete en el hotel Dorchester. También le prestó el collar a Diana, Princesa de Gales, para que lo usara en una visita de estado a Australia en 1983.

### Collar de festón

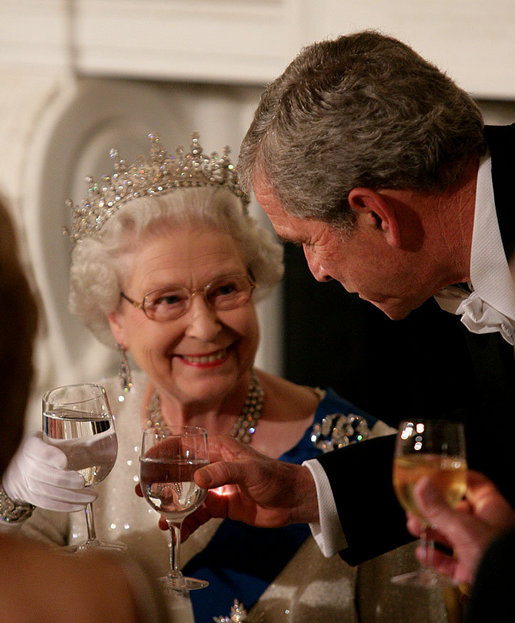
La reina Isabel II con la tiara de las Niñas de Gran Bretaña y el collar de festón

En 1947, Jorge VI encargó un collar de tres hebras con más de 150 diamantes de talla brillante de su colección heredada. Consta de tres pequeñas hileras de diamantes con motivo triangular. El peso mínimo de este collar se estima en 170 quilates.

### Collar Rey Jálid de Arabia Saudita
Este collar fue entregado a la reina por el rey Jálid de Arabia Saudita en 1979. Tiene un diseño de rayos de sol y contiene diamantes redondos y en forma de pera. Al igual que el collar del Rey Faisal, fue hecho por Harry Winston, y la Reina solía prestar el collar a Diana, Princesa de Gales.

### Collar de coronación
Hecho para la reina Victoria en 1858 por Garrard & Co., el collar de coronación tiene 38 cm (15 pulg.) de largo y consta de 25 diamantes cojín y el Diamante de Lahore de 22 quilates (4,4 g) como colgante. Ha sido utilizado junto con los Pendientes de Coronación por reinas reinantes y consorte en cada coronación desde 1901.

### Collar Nizam de Hyderabad

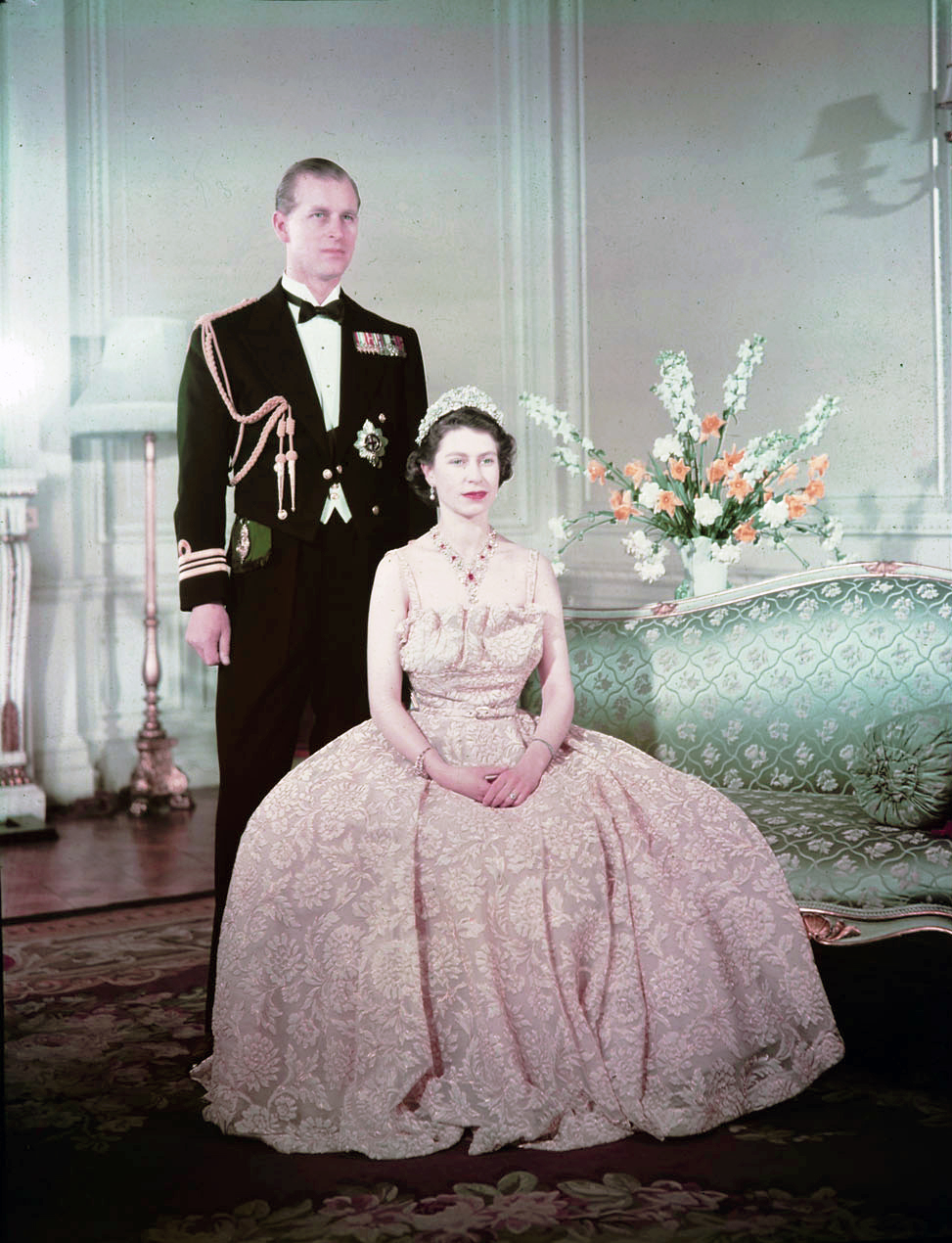
Isabel II con el collar Nizam de Hyderabad

Un collar de diamantes fabricado por Cartier en la década de 1930. Fue un regalo de bodas para Isabel en su boda con el príncipe Felipe del último Nizam de Hyderabad, Mir Osman Ali Khan, en 1947. El conjunto de regalo completo de Nizam para la futura reina del Reino Unido incluía una tiara de diamantes y un collar a juego, cuyo diseño se basaba en rosas inglesas. La tiara tiene tres broches florales que se pueden quitar y usar por separado. La duquesa de Cambridge también ha llevado el collar.

### Collar Greville Ruby Floral Bandeau
Este collar fue realizado en 1907 por Boucheron para Margaret Greville. Fue parte de su legado de 1942 a la reina Isabel (más tarde la reina madre), y los padres de Isabel se lo dieron en 1947 como regalo de bodas. Ella usó el collar con frecuencia en su juventud hasta la década de 1980. En 2017, fue cedido a la entonces Duquesa de Cambridge para un Banquete de Estado para el Rey Felipe VI de España. La Reina volvió a usarlo por primera vez en más de 30 años en 2018 en una cena como parte de la Reunión de Jefes de Gobierno de la Mancomunidad de Naciones.

## Broches

### Cullinan III y IV («Fichas de la abuela»)

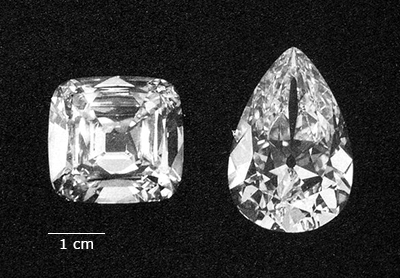
Diamantes Cullinan IV y III

Cullinan III y IV son dos de las varias piedras cortadas del Cullinan Diamond en 1905. El gran diamante, encontrado en Sudáfrica, fue entregado a Eduardo VII en su 66 cumpleaños. Dos de las piedras cortadas del diamante eran el Cullinan III de 94.4 quilates, una piedra clara en forma de pera, y una piedra de 63.3 quilates en forma de cojín. La reina María hizo que estas piedras se convirtieran en un broche con el Cullinan III colgando de IV. Isabel heredó el broche en 1953 de su abuela. El 25 de marzo de 1958, mientras ella y el Príncipe Felipe estaban en una visita de Estado a los Países Bajos, la Reina reveló que Cullinan III y IV son conocidos en su familia como las «Fichas de la abuela». La pareja visitó Asscher Diamond Company, donde se había cortado el Cullinan 50 años antes. Era la primera vez que la Reina usaba públicamente el broche. Durante su visita, desató el broche y se lo ofreció para que lo examinara a Louis Asscher, el hermano de Joseph Asscher que originalmente había cortado el diamante. Anciano y casi ciego, Asscher estaba profundamente conmovido por el hecho de que la Reina había traído los diamantes con ella, sabiendo lo mucho que significaría para él volver a verlos después de tantos años.

### Cullinan V

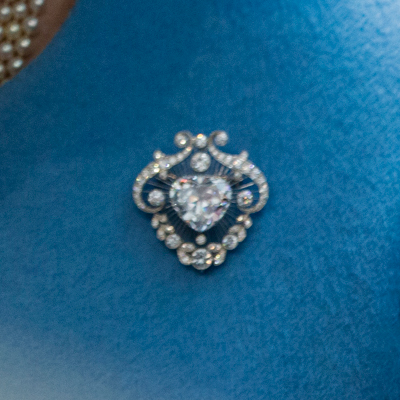
Broche Cullinan V

El Cullinan V más pequeño de  1.8 quilates es un diamante en forma de corazón cortado de la misma gema en bruto que III y IV. Está en el centro de un broche de platino que formaba parte del stomacher hecho para que la reina María lo usara en el Delhi Durbar en 1911. El broche fue diseñado para lucir Cullinan V y tiene un pavé con un borde de diamantes más pequeños. Se puede suspender del broche VIII y se puede utilizar para suspender el colgante VII. A menudo lo usaba María, quien dejó todos los broches a Isabel cuando murió en 1953.

### Broche de zafiro príncipe Alberto
El broche de zafiro Príncipe Alberto fue entregado por el Príncipe Alberto a la Reina Victoria en el Palacio de Buckingham el 9 de febrero de 1840. Era el día antes de su boda, y Victoria escribió en su diario que Alberto fue a su sala de estar y le dio «un hermoso broche de zafiro y diamantes».

### Broche con flecos de diamantes de la reina Victoria
Esta pieza está hecha de «nueve cadenas engastadas con diamantes de talla brillante en la parte inferior y diamantes más grandes juntos en la parte superior, que fueron entregados a la reina Victoria por el sultán otomano en 1856. La pieza fue usada con frecuencia por la reina Isabel, la reina madre, y después de su muerte fue devuelta a la colección de la reina.

### Broche de copo de nieve del jubileo de zafiro
El gobernador general de Canadá, David Johnston, entregó a la reina el broche de copo de nieve del jubileo de zafiro en una celebración del sesquicentenario de Canadá en la Canada House el 19 de julio de 2017 como regalo del gobierno de Canadá para celebrar el jubileo del zafiro de la reina y conmemorar el Canadá 150. David Johnston le entregó el broche a la reina momentos antes de que ella y el duque de Edimburgo presentaran un nuevo panel de Jubilee Walkway en las afueras de Canada House. El broche fue diseñado como complemento del broche de hoja de arce de diamantes, la pieza fue hecha por Hillberg y Berk de Saskatchewan y consiste en zafiros de un escondite encontrado en 2002 en la isla de Baffin por los hermanos Seemeega y Nowdluk Aqpik.

### Parures
Un parure es un conjunto de joyas a juego para usar juntas que se hizo popular por primera vez en la Europa del siglo XVII.

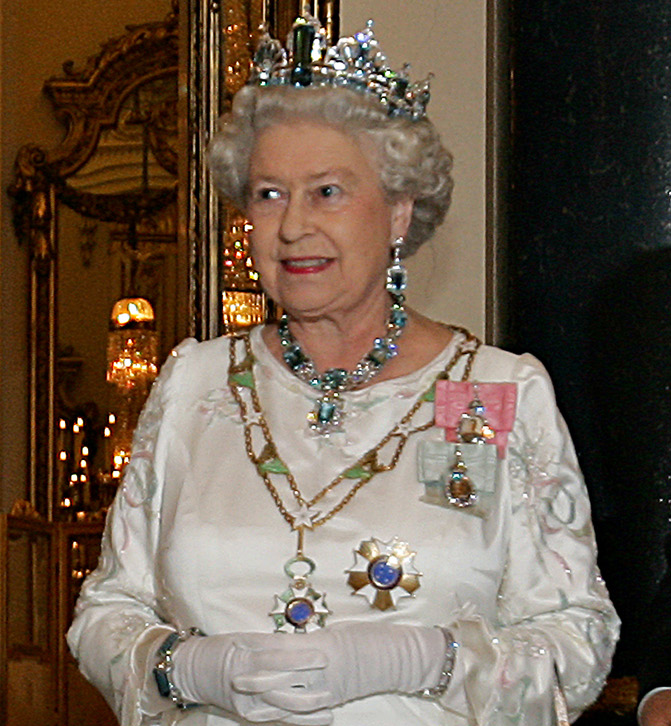
Isabel II vistiendo el parure de Brasil en la cena de gala ofrecida al presidente de Brasil en el palacio de Buckingham.

#### Parure de Brasil
El Parure de Brasil es una de las joyas más nuevas de la colección. En 1953, el presidente y el pueblo de Brasil le obsequiaron a Isabel II el regalo de coronación de un collar y pendientes colgantes a juego de aguamarinas y diamantes. Los joyeros Mappin & Webb tardaron un año entero en recolectar las piedras perfectamente combinadas. El collar tiene nueve grandes aguamarinas oblongas con una gota colgante de aguamarina aún más grande. La reina tenía la gota engastada en un grupo de diamantes más decorativo y ahora es desmontable. Estaba tan encantada con el regalo que en 1957 hizo que le hicieran una tiara a juego con el collar.  La tiara está coronada por tres aguamarinas engastadas verticalmente. Al ver que a la reina le había gustado tanto el regalo original de la Coronación que hizo que le hicieran una tiara a juego, el gobierno de Brasil decidió agregar a su regalo, y en 1958 le regaló a Isabel II un brazalete de aguamarinas oblongas engastadas en un grupo de diamantes. y un broche cuadrado de diamantes y aguamarina.

#### Suite Victoriana de Jorge VI
La Suite Victoriana de Jorge VI fue originalmente un regalo de bodas de Jorge VI a su hija Isabel en 1947. La suite consta de un collar largo de zafiros y diamantes alargados y un par de pendientes de zafiro cuadrados a juego también bordeados de diamantes. La suite se hizo originalmente en 1850. Las piedras coincidían exactamente con el color de las túnicas de la Orden de la Jarretera. Isabel hizo acortar el collar quitando el zafiro más grande en 1952, y luego hizo un nuevo colgante con la piedra quitada. En 1963, se hizo una nueva tiara y brazalete de zafiros y diamantes a juego con las piezas originales. La tiara está hecha de un collar que perteneció a la princesa Luisa de Bélgica, hija de Leopoldo II . En 1969, la Reina lució el traje completo para un concierto benéfico.

## Coronas de 1937
Para la coronación de sus padres en 1937, se decidió que Isabel y Margarita debían recibir versiones pequeñas de coronas para usar en la ceremonia. Garrard & Co. diseñó coronas ornamentadas de oro forradas en carmesí y ribeteadas con armiño y las llevó a la pareja real para su inspección. Sin embargo, el rey y la reina decidieron que eran inapropiadamente elaborados y demasiado pesados para las jóvenes princesas. La reina María sugirió que las coronas sean de plata dorada en un estilo medieval sin decoraciones. Jorge VI estuvo de acuerdo, y las coronas fueron diseñadas con cruces de Malta y flores de lis. Después de la coronación, María escribió: «Me senté entre Maud y Lilibet (Isabel), y Margarita fue la siguiente. Se veían demasiado dulces con sus vestidos y túnicas de encaje, especialmente cuando se ponían las coronas». Los conjuntos de coronación están en el Royal Collection Trust.